# لواندا: مصنع الموسيقى
لواندا: مصنع الموسيقي (بالبرتغالية: Luanda، a Fábrica da Música‏) هو فيلم وثائقي صدر عام 2009 من إخراج إينيس جونزاليس وكيلواني ليبرداد.

## القصّة
في وسط حيّ موسك الفقير في مدينة لواندا، يمتلكُ بودا استوديو تسجيل وهو ما يُتيح الفرصة للمغنين الشباب للتعبير عن أنفسهم. يتناغمُ المغنّون الشباب على إيقاعاتِ بودا، ويصرخون بكل همومهم وخبراتهم اليومية مسجّلين ذلك على جهازه الصغير القديم، ثمّ يرقصون بفرح ويضحكون وهم يستمعون إلى أعمالهم الخاصة مع باقي سكّان الحي إلى اليومِ الذي يزدهر فيه سوق الموسيقى في أنغولا وهو ما يؤثّر بالإيجابِ على لواندا خاصّة بعد عوة الحفلات مع الجيل الجديد.

## المهرجانات
عُرض الفيلم في عددٍ من المهرجانات لعلَّ أبرزها:
- مهرجان دوكفيست في ألمانيا (2010)
- مهرجان الفيلم العالمي بكندا (2010)
- مهرجان السينما الأفريقيّة بقرطبة في إسبانيا (2010)
- مهرجان السينما الأفريقيّة في إسبانيا (2010)
- مهرجان أفريقيا في الصورة في هولندا (2009)
- مهرجان السينما الأفريقية في البرتغال (2009)

## روابط خارجية
- لواندا: مصنع الموسيقى  في قاعدة بيانات الأفلام على الإنترنت (بالإنجليزية)
- لواندا: مصنع الموسيقى على موقع آر تي بي (بالبرتغالية)
- لواندا: مصنع الموسيقى على موقع السينما البرتغالية
- لواندا: مصنع الموسيقى في في بوبليكو (بالبرتغالية)
- لواندا: مصنع الموسيقى في مدونة السينما البرتغالية
- كودورو دي أنغولا